# Linea 3 (metropolitana di Baku)
La Linea 3 della Metropolitana di Baku è una delle tre linee che costituiscono la metropolitana di Baku, situata nella capitale dell'Azerbaigian, Baku.